# Cynortula
Genre
Cynortula est un genre d'opilions laniatores de la famille des Cosmetidae.

## Distribution
Les espèces de ce genre se rencontrent en écozone néotropicale.

## Liste des espèces
Selon World Catalogue of Opiliones (21/07/2021) :
- Cynortula alejandra Roewer, 1957
- Cynortula biprocurvata Roewer, 1952
- Cynortula bolivari Roewer, 1952
- Cynortula brevipes Roewer, 1947
- Cynortula cingulata Roewer, 1933
- Cynortula figurata Roewer, 1957
- Cynortula garna Goodnight & Goodnight, 1942
- Cynortula granulata Roewer, 1912
- Cynortula guttistriata Roewer, 1947
- Cynortula ignacia Roewer, 1957
- Cynortula koelpelii Roewer, 1912
- Cynortula limitata Roewer, 1928
- Cynortula longipes (Pickard-Cambridge, 1904)
- Cynortula modesta (Sørensen, 1932)
- Cynortula patellaris Roewer, 1947
- Cynortula pectinipes Roewer, 1947
- Cynortula pedalis (Banks, 1909)
- Cynortula peruviana Roewer, 1952
- Cynortula pizai Soares, 1945
- Cynortula punctata Roewer, 1947
- Cynortula quadrimaculata Roewer, 1912
- Cynortula robusta Roewer, 1947
- Cynortula santarosa Roewer, 1957
- Cynortula stellata Roewer, 1912
- Cynortula striata Roewer, 1912
- Cynortula torquata Roewer, 1947
- Cynortula undulata Roewer, 1947
- Cynortula wheeleri Roewer, 1931
- Cynortula zaca Goodnight & Goodnight, 1942

## Publication originale
- Roewer, 1912 : « Die Familie der Cosmetiden der Opiliones-Laniatores. » Archiv für Naturgeschichte, vol. 78, no 10, p. 1–122 (texte intégral).